# Agnès d'Harcourt
Agnès d'Harcourt (morte en 1291) est une auteure et abbesse de l'abbaye de Longchamp.
Agnès d'Harcourt devient religieuse et rejoint le couvent de Longchamp en 1260, au service de la fondatrice de l'abbaye, Isabelle de France. Pendant son séjour à Longchamp, Agnès d'Harcourt est nommée abbesse et y reste jusqu'à sa mort. Tout en servant comme abbesse, Agnès d'Harcourt écrit la Vie d'Isabelle de France, la biographie de son amie, collègue et sainte. Le livre est considéré comme l'une des « œuvres les plus précieuses de la première écrivain française ».

## Biographie
Agnès d'Harcourt est issue de la Maison d'Harcourt, une famille subsistante de la noblesse française, originaire de Normandie.
Elle est la fille de Jean Ier d'Harcourt, baron d'Elbeuf et vicomte de Saint-Sauveur, et de Alix de Beaumont. Elle est la sœur de Jean II d'Harcourt, Guy de Harcourt et Robert d'Harcourt.
La famille d'Harcourt entretient des liens étroits avec la famille royale française: son père combat aux côtés de Louis IX lors de la septième croisade, tandis que ses frères servent le royaume en tant que maréchal puis lieutenant général (Jean II d'Harcourt) ou comme conseillers du Roi (Guy de Harcourt et Robert d'Harcourt).
Agnès d'Harcourt fait partie du premier groupe de femmes à entrer à Longchamp après sa création en 1255. Elle est abbesse de Longchamp pendant deux mandats, le premier de 1266 à 1270 et le second de septembre 1281 à août 1287. La durée de son premier mandat est discutée : le professeur Sean L. Field théorise qu'il s'étend de 1264 à 1275.
La date de décès d'Agnès d'Harcourt, contestable, est évaluée à novembre 1291.
Agnès d'Harcourt est la première abbesse de Longchamp à être réélue, quelques années après son premier mandat durant lesquelles l'abbesse Julienne de Toyes la remplace. Par son rôle d'abbesse, Agnès d'Harcourt est chargée d'acheter des terres, de négocier les loyers et d'obtenir la confirmation royale des achats de l'abbaye ; les dossiers indiquent également son implication dans le dépôt d'une réclamation concernant l'exécution d'un testament. L'analyse des dossiers survivants révèle une dirigeante « plus alphabétisée, plus apte à traiter des documents écrits et plus énergique en matière juridique que ses contemporains ».

## Écrits
Deux textes d'Agnès d'Harcourt nous sont parvenus : Lettre sur Louis IX et Longchamp et La vie de Notre Sainte et Sainte Dame et Mère Madame Isabelle de France. Ce dernier, connu plus tard sous le nom de Vie d'Isabelle de France, ferait d'Agnès d'Harcourt « la première femme à avoir écrit un ouvrage de prose française encore accessible » .
Vie d'Isabelle de France est écrit après la mort d'Isabelle de France à la demande de son frère, Charles Ier d'Anjou, roi de Sicile, en vue de sa canonisation. On estime la rédaction de cet ouvrage entre 1280 et 1285, soit dix à quinze ans après la mort d'Isabelle de France.
Elle est l'une des trois biographies du XIIIe siècle écrites par des femmes sur les femmes. Cette biographie donne un aperçu de la façon dont les saintes femmes considéraient leur propre travail et le travail de leurs sœurs, sans recourir à un intermédiaire masculin ou à un scribe. Contrairement à de nombreuses œuvres produites au sujet de femmes saintes du XIIIe siècle par des ecclésiastiques masculins, la biographie rédigée par Agnès d'Harcourt ne met pas l'accent sur les expériences physiques d'Isabelle de France dans son union avec le Christ. Elle ne suggère pas non plus le « contact mystique avec le divin ». Agnès d'Harcourt souligne au contraire le travail public d'Isabelle de France: « la charité et le soin des pauvres et des malheureux, son humilité envers les autres, sa renonciation aux beaux vêtements [et] son rôle de fondatrice de l'abbaye et d'auteure de son règne ». La biographie représente Isabelle de France comme leader légitime qui interagit et coopère avec des hommes puissants, y compris les dirigeants d'autres maisons religieuses, des universitaires, le Roi et le Pape.
Écrit biographique et œuvre de prose, Vie d'Isabelle de France révèle également Agnès d'Harcourt en tant qu'historienne. Comme le souligne la Professeure Anne-Hélène Allirot, Agnès d'Harcourt rapporte des événements dont elle est témoin, ou rapportés directement par des témoins oculaires. Elle prend soin de citer ses sources et s'efforce d'enregistrer les observations du plus grand nombre de témoins possible. Ses méthodes, selon Anne-Hélène Allirot, indiquent « une forte prise de conscience de l'importance historique des preuves écrites ».
Trois manuscrits de l'ouvrage sont attestés à la fin du Moyen Âge, et on estime qu'ils sont restés à l'abbaye jusqu'à la confiscation de biens de celle-ci en 1792. Plusieurs copies datant du XVIIe siècle ont cependant permis à l’œuvre de survivre.
L'ouvrage est réédité par les éditions du Cerf en 2012, sous le nom de La vie et les miracles de la Bienheureuse Isabelle de France, sœur de Saint Louis.

## Héritage
Agnès d'Harcourt figure sur l’œuvre de Judy Chicago, The Dinner Party. Elle fait partie des 999 femmes mythiques et historiques dont les noms sont inscrits sur le socle de l'installation, le « plancher du patrimoine ».